# Heinrich Wladimir Mohamed Radja
Heinrich Wladimir Mohamed Radja (1917 - 7 januari 1976) was een Surinaams ondernemer en politicus.

## Biografie
Hij was aanvankelijk ambtenaar bij de douane en ten tijde van de Tweede Wereldoorlog volgde overplaatsing naar de afdeling Prijszetting. Hij zou het daar brengen tot hoofd. Daarnaast werd hij bij de verkiezingen van 1949 als VHP-kandidaat verkozen tot Statenlid. Van de zes VHP-statenleden waren er twee moslim: S.M. Jamaludin en H.W. Mohamed Radja. Beide raakten in 1950 in conflict met de VHP en gingen samenwerken met de NPS. Bij de verkiezingen van 1951 werd hij niet herkozen. Nadat hij enige tijd met ziekteverlof was geweest werd hij rond 1954 afgekeurd voor verdere dienst. Hij werd actief als ondernemer en daarnaast was hij van 1953 tot 1970 voorzitter van de Surinaamse Islamitische Vereniging (SIV). In 1962 volgde hij G.R. Chin Ten Fung op als voorzitter van de Kamer van Koophandel en Fabrieken. Eind 1971 begon hij met De Patriot een dagblad, waarvan hij zelf de hoofdredacteur werd. Na een brand bij zijn drukkerij in 1973 stopte die krant. Verder was hij betrokken bij het ontwerp van de moskee aan de Keizerstraat in Paramaribo. Begin 1976 overleed hij.